# Židovský hřbitov v Blovicích
Židovský hřbitov v Blovicích se nachází asi 1 km na východ od města. Je situován v zarostlém prostoru těsně pod hrází rybníka, částečně ve svahu, severně od silnice vedoucí do Struhař. Má rozlohu 1433 m2 a je chráněn jako kulturní památka České republiky.
Hřbitov byl založen v roce 1683 a je zde zachováno celkem asi 350 náhrobků. Nejstarší čitelné náhrobky pocházejí z přelomu 17. a 18. století.
Blovická židovská komunita, která se datuje z doby před rokem 1643, přestala existovat v roce 1940.